# 郑光泉
郑光泉（1967年8月—），中共党员，生于江西省上饶市，中华人民共和国政治人物。

## 生平
郑光泉早年在江西农业大学农学院园艺系就读，毕业后步入政坛，曾任中共江西省上饶市纪委副书记；2010年转任中共余干县党委副书记、县长，2011年，升任中共余干县委书记。
2014年，郑光泉转任中共广丰县委书记，2015年6月，广丰县转设为上饶市的市辖区后，成为该区首任党委书记；因为在广丰任内表现优异，2015年6月，他獲得中共中央組織部授予「全國優秀縣委書記」稱號。
2016年11月16日，郑光泉当选为中共江西省第十四届纪律检查委员会常委、委员。2021年，他转任江西省生态环境厅党组成员、生态环境监察专员，跻身为正厅级干部；2023年4月，成为江西省生态环境厅党组书记，开始主持中共江西省生态环境厅党组全面工作。2023年7月，转任中共新余市党委书记。2024年10月，他因在新余店鋪火災事故中失职，遭中共江西省纪委党内严重警告处分，而前任新余市委书记蒋斌也因此事故受到同样的党纪处分。